# King Kong Groover
King Kong Groover — второй студийный альбом группы Babylon Zoo, выпущен в 1999 году. Диск не был поддержан лейблом EMI и прессой и поэтому не достиг высоких позиций в чартах.

## Об альбоме
С этого альбома были также выпущены синглы: All The Money`s Gone  и Honaloochie Boogie (только во Франции).
Японское издание содержит 2 бонус трека: акустичекую версию песни группы T.Rex Cosmic Dancer и ремикс песни The Boy With The X-Ray Eyes.
Песня Chrome Invader изначально называлась Silver Surfer (так зовут одного из героев Marvel Comics), но из-за правовых разногласий изменена.

## Список композиций
1. All the Money's Gone
2. Manhattan Martian
3. Honaloochie Boogie (Ian Hunter/Mick Ralphs)
4. Honeymoon in Space
5. Stereo Superstar
6. Chrome Invader
7. Bikini Machine
8. Are You a Boy or a Girl
9. Hey Man
10. Aroma Girl
11. Cosmic Dancer (Marc Bolan) (Japanese version only)
12. The Boy with the X-Ray Eyes (Armageddon Babylon mix) (Japanese version only)

## Участники записи
- Джас Манн
- Carrie Melbourne
- Dave Goodes
- Darrin Mooney